# Баллон для дайвинга
Балло́н (для подводного плавания) — стальной, алюминиевый или композитный (тонкостенная металлическая колба, усиленная углеродным волокном) сосуд цилиндрической или, намного реже, сферической формы, используемый для хранения и транспортировки газа под большим (до 300 атм) давлением. Баллон является частью акваланга.
Газ из баллона поступает к пловцу через регулятор. Газ в баллонах обычно содержится под давлением от 186 до 300 бар (от 2700 до 4300 psi, или от 18,6 до 30,0 МПа), а типичный объём резервуара составляет от 1,5 до 18 литров, что позволяет иметь запас газа от 300 до 3600 литров при нормальных условиях (от 30 до 120 ft³ (кубических футов)).
Газовые баллоны также используются для различных надводных задач, включающих в себя хранение газа для кислородной первой помощи при лечении заболеваний, связанных с погружениями, в дыхательных аппаратах пожарных и применяются в качестве хранилища газов в компрессорных станциях; также существуют различные области применения, не связанные с дайвингом.

## Устройство
В состав баллона, в общем случае, входит:
- Колба — собственно, само хранилище газа. Обычно делается из кованого алюминия или стали.➤ Баллоны из композитных материалов используются в противопожарных дыхательных аппаратах, но редко используются для погружений из-за их высокой положительной плавучести. Алюминиевые баллоны имеют более низкую плотность чем стальные, что является преимуществом в технических погружениях, потому что уменьшается отрицательная плавучесть в случаях, когда водолаз должен нести много баллонов. Однако есть и обратная сторона медали: при погружениях с одним-двумя алюминиевыми баллонами потребуется добавление грузов для создания необходимой для погружения отрицательной плавучести.
- Запорный вентиль — узел, соединяющий колбу баллона с регулятором. Задача вентиля состоит в том, чтобы управлять газовым потоком от и к баллону и создавать герметичное соединение с регулятором. Также в состав вентиля входит предохранительный диск, который разрушится от избыточного давления прежде, чем баллон разорвётся вследствие превышения допустимого давления.
- Y-образный запорный вентиль. Чаще всего встречаются запорные вентили, имеющие один выход и один вентиль. Y-образный вентиль имеет два выхода и два вентиля, что позволяет подключить к баллону два регулятора. Если один регулятор переходит в режим свободной подачи (наиболее частый вид отказов), его вентиль можно закрыть и продолжить дыхание из второго регулятора.
- Резиновое О-кольцо является уплотнителем между запорным вентилем и регулятором. Фторопластовые О-кольца используются с баллонами, предназначенными для хранения обогащённых кислородом газовых смесей, для уменьшения риска возникновения пожара.
- Резервный рычаг. До 1970-х годов, прежде, чем стали устанавливаться манометры на регуляторах, часто использовался механизм, предназначенный для предупреждения пловца об истощении запаса газовой смеси. Подача газа автоматически прекращалась в тот момент, когда давление в баллоне достигало определённого значения. Чтобы использовать запас, аквалангист тянул рычаг и завершал погружение прежде, чем расходовался резерв.
- Башмак — служит для предохранения баллона от чрезмерных ударов о землю, а также для обеспечения возможности установки баллона в вертикальном положении. Представляет собой пластиковый стакан, в который нижней частью вставляется колба баллона. Применяется, в основном, со стальными баллонами.

## Типы запорных вентилей
В настоящий момент существует четыре зарубежных типа вентилей:
- A-зажим (или англ. Yoke (йок) — струбцина) — обеспечивает герметичность соединения за счёт прижатия регулятора к вентилю баллона при помощи струбцины. Этот тип соединения прост, дешёв и очень широко используется во всём мире. Он рассчитан на максимальную величину давления в 232 бара, и самая слабая часть соединения, О-кольцо, не очень хорошо защищена от превышения давления.

- 232 бар DIN (5 витков, трубная резьба G 5/8") — регулятор вкручивается в вентиль, что обеспечивает надёжную фиксацию уплотнительного О-кольца. Они более надёжны чем A-зажимы, потому что О-кольцо хорошо защищено, но во многих странах оборудование стандарта DIN не используется повсеместно на компрессорах, таким образом водолаз должен будет в поездку брать адаптер.

- 300 бар DIN: (7 витков, трубная резьба G 5/8") — аналогичен предыдущему типу вентиля (на 232 бара), но рассчитан на рабочее давление до 300 бар. Возможно использование регуляторов, рассчитанных на 300 бар в баллонах, рассчитанных на давление 232 бара, но не наоборот.

- EN 144-3:2003 Европейский стандарт описывает новый тип соединения, который внешне похож на стандарт DIN 232 или 300, однако в нём используется метрическая резьба M26×2. Соединение данного типа предназначено для использования со смесями, в которых содержание кислорода выше, чем в атмосфере, то есть — с гипероксическими газовыми смесями.

По правилам Евросоюза с августа 2008 года всё оборудование, используемое для погружений с использованием нитроксов или чистого кислорода, должно соответствовать новому стандарту.
Кроме импортных стандартных вентилей на территории СНГ используется так же большое количество баллонов с советскими стандартами на присоединительную резьбу.
Самым массовыми являются баллоны с вентилем ВК-200, присоединительная резьба которых используется так же на аппаратах «Украина-2» и «Юнга» («АСВ»).
Кроме этого есть ещё разъём «АВМ-5» («АВМ-7») и разъём «АВМ-1».
Для установки импортных регуляторов, а также регуляторов с другими стандартами резьбы, на такие баллоны устанавливаются переходники:
- «Украина-2» и баллоны с вентилем ВК-200 на регулятор DIN.
- «АВМ-5», «АВМ−7» на регулятор DIN.
- «АВМ-1», «Подводник-1» на регулятор DIN.
- «АВМ-5», «АВМ−7»; «Подводник-2», «Подводник−3» на регулятор YOKE.
- «АВМ-1», «Подводник-1» на регулятор АВМ-5.

## Материал баллонов
Баллоны изготавливаются из стали, алюминия, композитного материала из стали и углеродного волокна. При этом каждый вариант имеет как плюсы, так и минусы.
- Стальные баллоны. Имеют высокую отрицательную плавучесть, что позволяет сократить количество грузов, однако ставит ограничение на максимальное количество одновременно транспортируемых баллонов.
- Алюминиевые баллоны. Несмотря на более низкую плотность металла, алюминиевые баллоны получаются более тяжёлыми за счёт увеличения, по сравнению со стальными, толщины стенок колбы. При этом в некоторых федерациях подводного плавания для стейджей преимущественно используются алюминиевые баллоны, так как, в отличие от стальных баллонов, их вес в воде близок к нулю. Имеют ограничение по максимальному рабочему давлению в сосуде — 210 бар.
- Композитные баллоны. Имеют небольшой вес, что при использовании в воде оборачивается необходимостью дополнительного набора грузов. Весьма хрупки.

| Баллон   | Баллон   | Баллон        | Воздух   | Воздух  | Вес на поверхности | Вес на поверхности | Вес в воде | Вес в воде |
| Материал | Объём, л | Давление, бар | Объём, л | Вес, кг | Пустой, кг         | Полный, кг         | Пустой, кг | Полный, кг |
| -------- | -------- | ------------- | -------- | ------- | ------------------ | ------------------ | ---------- | ---------- |
| Сталь    | 12       | 200           | 2400     | 3,0     | 16,0               | 19,0               | −1,2       | −4,3       |
| Сталь    | 15       | 200           | 3000     | 3,8     | 20,0               | 23,8               | −1,4       | −5,2       |
| Сталь    | 2×7      | 200           | 2800     | 3,5     | 19,5               | 23,0               | −2,0       | −5,6       |
| Сталь    | 8        | 300           | 2400     | 3,0     | 13,0               | 16,0               | −3,5       | −6,5       |
| Сталь    | 10       | 300           | 3000     | 3,8     | 17,0               | 20,8               | −4,0       | −7,8       |
| Сталь    | 2×4      | 300           | 2400     | 3,0     | 15,0               | 18,0               | −4,0       | −7,0       |
| Сталь    | 2×6      | 300           | 3600     | 4,6     | 21,0               | 25,6               | −5,0       | −9,6       |
| Алюминий | 9        | 203           | 1826     | 2,3     | 12,2               | 13,5               | +1,8       | −0,5       |
| Алюминий | 11       | 203           | 2247     | 2,8     | 14,4               | 17,2               | +1,8       | −1,1       |
| Алюминий | 13       | 203           | 2584     | 3,2     | 17,1               | 20,3               | +1,4       | −1,7       |

## Назначение баллонов
Дайверы часто используют несколько видов баллонов. Каждый баллон имеет своё назначение.
Дайверы, совершающие рекреационные погружения, часто имеют в наличии следующие баллоны:
- Основной баллон — используется во время погружения, ёмкость, обычно, от 10 до 18 литров.
- bail out или bale out — баллон, используемый только в качестве аварийного резерва воздуха, «запасной парашют» аквалангиста. Обычно имеет объём от 0,4 до 1 литра.
- пони-баллон — баллон небольшого размера, используемый в качестве резерва.

Дайверы, совершающие технические погружения, часто используют несколько видов дыхательных смесей, каждая из которых находится в отдельных баллонах, для всех этапов погружения:
- трэвел-смесь или транспортная смесь (от англ. travel gas) — баллон содержит газ для использования во время погружения — обычно это нитрокс со средним парциальным давлением кислорода в смеси.
- донная смесь (от англ. bottom gas) — баллон содержит газ для использования на глубине — обычно это основанная на гелии газовая смесь с низким содержанием кислорода — гелиокс или тримикс.
- стейдж (от англ. stage) — баллон содержит газ для прохождения декомпрессионных процедур, обычно это нитрокс с высоким парциальным давлением кислорода или чистый кислород.

В ребризерах используются баллоны небольшого объёма (1 — 3 литра):
- Кислородные ребризеры имеют кислородный баллон
- ребризеры полузамкнутого цикла имеют баллон с дилюэнтом, который содержит воздух, нитрокс или смесь на основе гелия.
- ребризеры замкнутого цикла имеют баллоны с кислородом и дилюэнтом, который содержит воздух, нитрокс или смесь на основе гелия.

## Ёмкость
Наиболее часто задаваемый вопрос выглядит так: «как долго можно пробыть под водой, используя тот или иной баллон?». Вопрос состоит из двух частей:
Сколько газа может содержать баллон? Ёмкость баллона зависит от двух показателей:
1. рабочее давление: от 200 до 300 бар
2. внутренний объём: обычно он составляет от 3 до 18 литров

Таким образом, баллон объёмом 3 литра с рабочим давлением 300 бар может содержать до 900 литров газа.
Сколько газа потребляет пловец? На потребление газа влияют два фактора:
1. частота дыхания подводника: в нормальных условиях эта величина составляет от 10 до 25 литров в минуту; во время напряжённой работы или паники потребление воздуха может возрасти до 100 литров в минуту.
2. окружающее давление: давление на поверхности составляет 1 бар (1 атмосферу); каждые 10 метров глубины увеличивают давление на 1 бар.

Так, пловец, потребляющий 20 литров воздуха в минуту на поверхности (1 бар), на глубине 30 метров (4 бара) будет потреблять вчетверо больше — 80 литров в минуту. Если аквалангист имеет для дыхания только трёхлитровый баллон под давлением 300 бар, то газ в баллоне закончится через 11 минут с небольшим.
На потребление газа также влияют скорость потребления кислорода организмом (метаболизм), физическая нагрузка, и психологическое состояние. Строго говоря два последних фактора влияют на расход воздуха не напрямую, а через частоту дыхания. Так как известно, что в зависимости от физической нагрузки увеличивается потребление организмом кислорода, а как следствие, увеличивается объём потребляемой смеси и частота дыхания. Психологическое состояние (стресс, возбуждение, спокойствие) также заметно влияет на расход дыхательной смеси. Логично предположить, что потребление газа больше, если водолаз нервничает или возбуждён.

## Резервирование
Настоятельно рекомендуется часть используемого газа резервировать для повышения безопасности. Резерв может понадобиться для осуществления более длинных декомпрессионных остановок, чем было предусмотрено планом погружения, или для предоставления дополнительного времени для устранения последствий происшествий под водой.
Размер резерва зависит от вероятности возникновения той или иной нештатной ситуации во время погружения. Глубоководное или декомпрессионное погружение требует бо́льшего резерва, чем мелководное или бездекомпрессионное погружение. В рекреационных погружениях рекомендуется планировать погружение таким образом, чтобы при выходе на поверхность в баллоне оставался газ под давлением 50 бар или 25 % от начальной ёмкости. В технических погружениях (погружения в надголовные среды или глубоководные погружения) аквалангисты планируют погружения с увеличенными пределами безопасности используя правило третей: одна треть газа планируется на погружение, вторая треть — на выход на поверхность и третья — резерв. При этом в последнее время появились более жёсткие рекомендации, которые основываются на анализе происшествий: оставлять в резерве половину (две четверти), а то и более, запаса газа. Данные рекомендации относятся в большей степени к людям, занимающимся проникновением в подводные пещеры, останки кораблей, в другие надголовные среды с ограниченной свободой манёвра.

## Типовые наборы баллонов
Под аквалангом здесь понимается набор из баллона и регулятора — минимальный комплект, позволяющий дышать под водой.
Для обеспечения безопасности водолазы часто берут дополнительный резервный акваланг, чтобы уменьшить вероятность возникновения ситуации «без воздуха» (англ. out-of-air). Есть несколько вариантов использования баллонов и регуляторов:
- Одиночный акваланг (без избыточности): состоит из одного большого баллона и одного регулятора. Данная конфигурация проста и дешева, но это всего лишь одна система. Если акваланг откажет, то пловец окажется в ситуации «без воздуха». Эта конструкция не рекомендуется для использования во всех погружениях, где есть «надголовная среда», которая может помешать выполнить аварийное всплытие: подлёдный или пещерный дайвинг, проникновение на затонувшие объекты.

- Основной акваланг плюс пони-баллон с регулятором: эта конфигурация использует большой, главный акваланг наряду с независимым меньшим аквалангом, названным «пони». Водолаз имеет две независимых системы, но полная система является теперь более тяжёлой, более дорогой при покупке и обслуживании. Пони-баллон имеет небольшую вместимость и, таким образом, может обеспечить запас воздуха для мелководных погружений. Другим типом отдельного резервного источника воздуха, является «микроакваланг»: переносной 0,5-литровый баллон с регулятором, смонтированном непосредственно на баллоне. Данный «микроакваланг» позволяет сделать несколько вдохов и произвести всплытие с глубины до 20 метров.

- Стейджи: тип независимых аквалангов, используемых в техническом дайвинге. Их цель заключается не в обеспечении газом в случае отказа акваланга, а в хранении газовых смесей, используемых на различных этапах погружения.

- Независимая спарка (англ. Independent twin set): состоит из двух независимых аквалангов. Такая система более тяжёлая, дорогая при покупке, в обслуживании, зарядке баллонов. Также пловец должен помнить о своевременной смене регулятора, чтобы в баллонах всегда оставался резервный запас воздуха, чтобы в случае отказа одного из аквалангов не оказаться в ситуации «без воздуха». Независимые спарки не очень хорошо работают с воздушно-интегрированными компьютерами.

- Спарка с манифолдом и одним регулятором: два баллона объединены при помощи манифолда, но подключён только один регулятор. Такой вариант прост и дёшев, однако не имеет резервной системы дыхания, всего лишь увеличивая запас газа.

- Спарка с манифолдом и двумя регуляторами: состоит из двух аквалангов, соединённых манифолдом с вентилями, которые могут быть перекрыты в случае аварии. Данная конструкция при аварии позволяет сохранить остаток газа в уцелевшем баллоне. «За» и «против» этой конфигурации аналогичны «за» и «против» в независимой спарке. Кроме того, к положительным качествам можно отнести отсутствие необходимости смены регуляторов под водой. Однако есть опасность потери всего запаса газовой смеси, если в момент утечки воздуха вентили на манифолде не смогут быть перекрыты, к тому же манифолд дорог и является ещё одной потенциальной точкой отказа.

## Зарядка баллонов
Резервуары должны заряжаться только воздухом на компрессорах или другими дыхательными газами, используя методы смешивания газов. Обе этих услуги должны предоставляться надёжными организациями, вроде магазинов подводного оборудования. Использование для дыхания индустриальных сжатых газов может быть смертельным, потому что высокое давление увеличивает эффект любых примесей в них.
Специальные меры, которые должны быть предприняты при работе с газовыми смесями, отличными от воздуха:
- Кислород в высоких концентрациях может привести к пожару или коррозии.
- Кислород должен перекачиваться из одной ёмкости в другую очень осторожно, и только используя очищенные и промаркированные баллоны.
- Газовые смеси, содержание кислорода в которых отлично от 21 % могут быть чрезвычайно опасны для водолазов, которые не знают процент содержания кислорода в них. На всех баллонах должен быть нанесён состав смеси.

Дыхание загрязнённым воздухом на глубине может стать фатальным. Общие загрязнители: угарный газ — побочный продукт сгорания, углекислый газ — продукт метаболизма, масла и смазок, попавших из компрессора.
Взрыв, вызванный внезапным выбросом из баллона газа под высоким давлением, может быть очень опасным при неумелом обращении. Самый большой риск взрыва существует во время зарядки баллона и первые минуты после окончания зарядки и увеличивается из-за уменьшения в результате коррозии толщины стенок колбы баллона. Другая причина — повреждение или коррозия резьбы и горловины баллона в месте крепления вентиля.
Если зарядка идет от мощного компрессора без предварительного охлаждения сжатого воздуха — баллон разогревается, а после зарядки — остывает, при этом воздух внутри ещё горячий. Напряжения в металле дополняются термическими напряжениями. Это при критическом давлении может довести ситуацию до разрушения. Поэтому остывание в первые минуты после забивки — наиболее опасное время.
Хранение баллона под давлением уменьшает вероятность загрязнения внутренней части баллона коррозийными или токсичными агентами: морской водой, парами нефти, бензина, дизельного топлива, ядовитыми газами, колониями грибов или микроорганизмов.

## Производство и тестирование
В большинстве стран требуется регулярная проверка баллонов. Обычно она включает в себя визуальную проверку внутренней поверхности и гидростатический тест (опрессовку). В США визуальная проверка должна проводиться каждый год, а гидростатический тест — каждые пять лет. В ЕС визуальная проверка должна проводиться раз в два с половиной года, а гидростатический тест — каждые пять лет. В Норвегии гидростатический тест (и визуальная проверка) должен проводиться через три года после производства баллона, а затем — каждые два года.
Законодательство в Австралии требует, чтобы баллоны были гидростатически проверены каждые двенадцать месяцев.
Гидростатический тест включает доведение давления в баллоне до испытательного (поверочного) давления и измерение объёма баллона до и после теста. Постоянное увеличение объёма, характеризуемое коэффициентом остаточного расширения, выше допустимого уровня обычно 10 %, означает, что баллон не выдерживает тест и должен быть уничтожен. Коэффициент остаточного расширения это отношение остаточного изменения объёма баллона после сброса поверочного давления, к полному, при поверочном давлении, зачастую выражается в процентах. 
При производстве баллона его параметры, включающие рабочее давление, тестовое давление, дату производства, материал, ёмкость и вес, штампуются на поверхности колбы.
При проведении тестов дата текущего тестирования или дата проведения следующей проверки в некоторых странах, например, в Германии, штампуется на плечиках колбы для облегчения проверки в любой момент.
Большинство операторов компрессорных станций проверяют эти сведения перед зарядкой баллонов и могут отказать в случае наличия нестандартных или просроченных баллонов.

## Цветовое кодирование баллонов
В соответствии с EN 1098-3 в ЕС вводится в использование цветовое кодирование газовых смесей в баллонах.
Раскраска горловин:
- Воздух, найтрокс — белые и чёрные четверти, расположенные противоположно.
- Гелиокс — белые и коричневые четверти, расположенные противоположно.
- Чистый кислород — белая горловина.
- Чистый гелий — коричневая горловина.
- Тримикс — горловина раскрашена секторами белого, чёрного и коричневого цвета.

Во многих дайв-центрах по всему миру, где воздух и нитрокс являются стандартно используемыми газами, найтроксные баллоны имеют следующую цветовую маркировку: зелёная полоса на жёлтом основании. Обычным цветом алюминиевого баллона является серебристый. Стальные баллоны окрашиваются во избежание коррозии, главным образом, в жёлтый или белый цвет, что позволяет улучшить заметность. В некоторых промышленных стандартах маркировки баллонов жёлтый цвет означает наличие в баллоне хлора, а в Европе жёлтый цвет означает ядовитое или корродирующее содержимое, однако для подводного плавания это не имеет никакого значения, так как арматура и оборудование не совместимо.

## Маркировка
В Европейском союзе баллоны должны быть промаркированы в соответствии с их содержимым. Ярлык должен содержать сведения о типе дыхательной смеси в баллоне.
Баллоны, предназначенные для использования обогащённых кислородом газовых смесей также требуют наличия маркировки «подготовлено к использованию с кислородом», означающей, что они подготовлены для использования в обогащённой кислородом среде.